# Károly Kéri
Károly Kéri (9 febbraio 1920 – 17 gennaio 1999) è stato un calciatore ungherese, di ruolo centrocampista.

## Carriera

### Club
Ha sempre giocato nel campionato ungherese.

### Nazionale
Ha giocato la sua unica partita con la maglia della Nazionale nel 1948.

## Palmarès

### Nazionale
- Coppa Internazionale: 1

Ungheria: 1953